# 優木まおみ
優木 まおみ（ゆうき まおみ、1980年3月2日 - ）は、日本のマルチタレントである。FIRST AGENT所属。ハーモニープロモーションと業務提携。佐賀県佐賀市出身。愛称は、まおみん。

## 経歴・人物
日本・中国のハーフの父と、ロシア・中国のハーフの母のもとに生まれる。実家は佐賀の中華料理店。
佐賀県立致遠館高等学校、東京学芸大学教育学部小学校教員養成課程国語選修卒業。
部活は小学校4年生から高校3年生まで8年間、バスケットボール部に所属。
大学1年の秋にハワイ大学に短期留学。一方で、約2年間地方で路上ライブを行い、歌っていたこともあった。そのライブを見た出版社の人に、グラビアをやらないかと声をかけられたこともあったという。
2002年、白子のりのCMオーディションに合格、芸能界デビュー。以降はキャスター・レポーター・女優・歌手として、ラジオ・CM・グラビアまでこなす"マルチタレント"として活動。キャッチフレーズは「エロかしこい」。
2004年から2007年まで、競艇のイメージガールを務めた。2007年1月、自らの名前を冠にしたレース「優木まおみ杯」が多摩川競艇場で開催され、その際には彼女自らが優勝者にトロフィーを授与した。
2010年1月より、フジテレビジョン『みんなのKEIBA』司会者として登場、JRA-VANのイメージキャラクターに抜擢される。同年11月2日、ベストレザーニストに選ばれる。
2013年1月1日、3歳年上の美容師と結婚することを発表、同年6月28日、婚姻届を提出。
2014年4月4日、第1子となる女児を出産した。
2016年、佐賀市プロモーション大使に就任。
同年8月18日に第2子妊娠を公表。
2017年1月26日、第2子女児を出産。
2019年、basiピラティスのインストラクター資格を取得。
2020年4月、自身が主宰するオンラインボディサロンresizestyleを開設。またstand.fmにてプライベートラジオ「Letter from」の配信を開始。
同年6月より、コロナ禍に向けたチャリティーソング「たんぽぽ」をプロデュース。
2021年7月14日、オリジナルのアパレルブランド「AsutoWa（アストワ）」の設立を発表。
2024年5月9日、第16回ベストマザー賞2024 社会経済部門を受賞。
2025年5月24日、活動を一時休止してマレーシアに移住することを発表。8月4日、マレーシアに到着。

## エピソード
- 小学生の頃は、両親が実家の店の仕事で忙しかったため、放課後は近所のおじさん、おばさんの家に上がって世話になっていたこともあったという[6]。
- 1990年9月25日、4級アマチュア無線技士免許を取得、開局（JM6CRT）している[27]。家族全員がアマチュア無線技士免許を取得している（父が2級、母と本人は4級）。また、大学時代に小学校教員免許も取得[4]。
- 毎日放送で放送された『世界ウルルン滞在記』（2004年7月25日放送）出演時には、昆虫を常食する村で生活するなどタフなリポートに挑戦した。
- 有吉弘行から、62点というあだ名がつけられた[28]。後にネタとして30点とされることもあった。
- 2002年にフジテレビ（アナウンサー）入社試験を受けて最終面接で不合格になり[29][30]、これ以後、フリーでやっていくことを決めた[10]。また、モーニング娘。のオーディションに落ちたこともあった[31]。
- 前述のようにもともとはアナウンサー志望であったが、テレビ番組でMCなどが多くなった際に、タレントとしてのプライドやアナウンサー試験で落ちたからこの仕事をしているわけではないという前向きな自覚が芽生えた[32]。40歳をきっかけに、人生が限りあるものだと気づき、やってなかったことへの挑戦や、家族が喜ぶように生きる道を選択している[33]。
- 学生時代はTSUTAYA、予備校講師、イベントスタッフ、チラシ配りなどいくつものアルバイトを掛け持ちしていたことがあった[10]。大学生時代は京王電鉄の府中競馬正門前駅付近に住んでいたということもあって、大学3年生の時は土曜日と日曜日に東京競馬場でアルバイトをしており、競馬を間近に体感していたことが後に競馬好きになったきっかけともなった[14]。
- 結婚以後、ペットのトイプードル4匹とも同居している[34]。

## 出演

### テレビ番組
- レギュラー番組
  - 予約殺到!スゴ腕の専門外来SP（毎日放送・不定期特番、2012年12月20日 -毎日放送・不定期特番） - 女性MC
- 準レギュラー番組
  - スクール革命!（2009年12月6日 -日本テレビ、 ） - 生徒
  - 情報ライブ ミヤネ屋（読売テレビ、2013年5月 - 読売テレビ、） - コメンテーター
  - スイッチ（2023年6月13日 - 、火曜日 不定期、東海テレビ） - 優木まおみの好きです町中華

過去の出演番組
- インディーウォーズ（2004年、日本テレビ）
- MUSIC MAKER（2005年、BS朝日） - 大江千里と司会
- 週刊なびTV（2005年4月 - 2006年3月、NHK BS2）  - 司会
- おーい、ニッポン（2005年5月 - 2008年2月、NHK BS2、） - レギュラー
- プレミアの巣窟（2005年10月 - 2006年3月、フジテレビ） - レギュラー
- 龍虎飯店（2005年10月 - 2006年3月、テレビ朝日） - レギュラー
- 土曜スタジオパーク（2006年4月 - 2008年3月、NHK総合） - 司会
- 週刊!健康カレンダー カラダのキモチ（2006年4月 - 2009年3月、CBC制作・TBS系）
- 武藤敬司のスポーツ大百科（2006年11月 - 2007年1月、東海テレビ）
- Beach Angels 優木まおみ in クラビ （2007年1月、TBSチャンネル）
- ズームイン!!SUPER「ズムとく!」（2007年3月 - 2008年1月、日本テレビ）
- 月刊さが温故知新堂（2007年4月 - 、NHK佐賀県域）
- クイズプレゼンバラエティー Qさま!!（2007年 - 、テレビ朝日） - 準レギュラー解答者
- NIPPON@WORLD（2007年10月17日 - 2008年3月19日、フジテレビ）
- 英語が伝わる!100のツボ（2008年3月31日 - 9月25日、2009年9月28日 - 2010年3月25日、NHK教育）
- ハッピーミックス（2008年4月5日 - 9月27日、日本テレビ）
- ラジかるッ（2008年4月 - 2009年3月、日本テレビ）
- なべあちっ!（2008年4月 - 2011年3月、フジテレビ）
- キャラ☆キング（2008年 - 2009年、再放送 2009年4月 - TOKYO MX他） - 司会
- 専門チャンネル 専テレgo!go!（2008年10月4日 - 11月29日、日本テレビ） - 準レギュラーコメンテーター
- はねるのトびら（2008年 - 、フジテレビ系） - エロかしこい受験用語講座 講師、ゲスト
- run for money 逃走中（2009年1月4日・4月2日・11月3日・2010年3月24日・8月28日・10月10日、フジテレビ）
- おもいッきりDON!（2009年4月 - 2010年3月、日本テレビ） - 木曜日パネリスト
- リンカーン（2009年5月12日 - 7月14日、TBS） - 売れ線博打 おまお姐さん
- ザ・逆流リサーチャーズ（2009年10月12日 - 2010年3月22日、テレビ東京） -  秘書
- 太田光の私が総理大臣になったら…秘書田中。（2009年10月16日 - 2010年7月23日、日本テレビ） - 第二秘書
- みんなのKEIBA（[2010年1月10日 - 2015年12月27日[35]、フジテレビ） - 司会
- DON!（2010年4月1日 - 2011年3月25日、日本テレビ） - 木曜日パネリスト
- 新感覚ゲーム クエスタ（2010年4月1日 - 2011年4月14日、NHK総合） - 準レギュラー解答者
- がっちりアカデミー!!（2010年4月 - 2011年9月、TBS） - 準レギュラー
- 逆流!シラベルトラベル（2010年4月19日 - 8月30日、テレビ東京） - 秘書
- K-1 GRANDPRIX （2009年3月28日 - 2010年、フジテレビ） - キャスター
- うまプロ!（2011年1月15日 - 12月24日、フジテレビ)　- みんなのKEIBAサタデー
- 極める!優木まおみの犬学(2011年3月28日 - 4月18日、NHK教育)
- ヒルナンデス!（2011年3月28日 - 2014年3月28日、日本テレビ） - 月曜日
- 1年1組 平成教育学院（2011年4月 - 9月、フジテレビ） - 準レギュラー
- 千原芸能社（2012年1月12日 - 3月29日、関西テレビ、） - 秘書
- TOKYO BRANDNEW GIRLS（2012年4月1日 - 2013年3月28日、テレビ東京）
- 超再現!ミステリー（2012年4月17日 - 8月21日、日本テレビ） - 準レギュラーパネラー
- 伝えてピカッチ（2013年4月6日 - 2015年3月21日、NHK総合） - 女性チームキャプテン
- 情報満載ライブショー モーニングバード!（2015年3月31日 - 9月22日、テレビ朝日） - 火曜コメンテーター
- 趣味どきっ!「美しい文字で 心をつかめ!」（2015年6月2日 - 7月28日、NHK Eテレ、） -  生徒
- すくすく子育て（2016年4月9日 - 2019年3月30日、NHK Eテレ） -  山根良顕（アンガールズ）と司会

### テレビドラマ
- 成りあがり（2002年、フジテレビ） - 受付嬢 役
- 魔女裁判 第9話 - 最終話（2009年、フジテレビ系） - 池内桐子 役
- シマシマ 第1話（2011年、TBS） - 山本百合子 役
- GI DREAM（2013年、BSフジ） - 競馬レポーター 役
- 昼のセント酒 第11湯（2016年、テレビ東京） - 美容室の店長 役[36]

### 映画
- ドラッグストア・ガール（2004年、松竹） - リポーター 役
- Girly Jam - Wish（2004年）
- White Illumination（2005年）

### 劇場アニメ
- 名探偵コナン 天空の難破船（2010年、東宝） - ウェイトレス 役[37]

### webアニメ
- 名探偵コナン vs Wooo（2011年、Wooo） - 優木まおみ 役

### 吹き替え
- インモータルズ -神々の戦い-（2011年、東宝東和） - アテナ（イザベル・ルーカス） 役[38]

### ラジオ
- Podcast mix（2006年4月 - 9月、InterFM） - パーソナリティ
- 城島茂のどっち派?!（2007年、TBSラジオ） - アシスタント
- サントリー・サタデー・ウェイティング・バー（2008年 - 、TOKYO FM）
- GROOVE LINE（2009年、J-WAVE） - レギュラー出演者・秀島史香の代役

### Web
- フジテレビ公式ホームページ内デジタルコミック『少年タケシ』ミス少年タケシ（2006年7月 - ）
- YOU+TV 優木まおみのYOU+ライフ （2007年6月 - ）
- NHK 週刊!ハタラキング
- ニコニコ生放送
  - とりあえず生中（仮）（2009年5月25日 - 9月28日） 月曜（ガールズトーク）パーソナリティ
  - とりあえず生中（二杯目）（2009年10月6日 - 2010年3月30日） 火曜（ニュース）パーソナリティ
  - 週刊アプリ（2011年11月7日 - 12月22日） MC
- （有）猫田工務店（Bee TV、2009年8月）
- 総務省 総合通信基盤局「不法電波から暮らしを守れ！～電波利用にはルールがあります～」（2015年）[27]

### PV
- Don't Vanish Love / Emyli（2006年10月25日）

### ドキュメンタリー
- Blue Symphony ブルーシンフォニー　-ジャック・マイヨールの愛した海[39]（2008年、東京国際映画祭招待作品） 英語ナレーション

### CM
- 白子のり 伊東工務店シリーズ（ギフト編・朝食のり編・お茶漬け編）（株式会社白子、2002年6月 - ）
- 全国宅地建物取引業協会連合会イメージキャラクター（2004年1月 - ）
- 龍角散 クララ（株式会社龍角散、2005年11月 - ）
- 東急東横線（2004年11月 - ）
- ストナ『象の散歩編』（佐藤製薬株式会社、2004年9月 - ）
- Kyotei（2004年 - 2007年 ）
- WONDA モーニングショット（アサヒ飲料、2009年10月 - ）
- バイク王 （高価買取 編・気軽にアクセス 編・クルーザーキャンペーン 編・新10万円キャンペーン 編）（バイク王、2009年11月 - ）
- CHUCK/チャック（ワーナー・ブラザース、2011年4月 - ）
- パーフェクトアスタコラーゲン（アサヒフードアンドヘルスケア、2013年5月 - ）
- クイーンズウェイ リフレクソロジー・スクール（2013年7月 - ）
- パパウォッシュ（ESS、2015年1月 - ）

## リリース作品

### 写真集
- マオミノユウキ（彩文館出版、2005年9月1日） ISBN 978-4-7756-0089-4
- マオブック（小学館、2006年10月） ISBN 978-4-09-103051-1
- 熱帯夜（学習研究社、2007年1月21日） ISBN 978-4-05-403201-9
- TRUE LOVE（ワニブックス、2007年10月） ISBN 978-4-8470-4040-5
- マオブック（ネット写真集「MaoBook」[40]）（小学館、2007年2月15日）
- 月刊優木まおみ（新潮社、2008年9月） ISBN 978-4-10-790190-3
- 風華 kazahana（ワニブックス、2009年1月24日） ISBN 978-4-8470-4154-9
- MAOMI YUUKI GET FREAKY （マーブルトロン、2009年11月）ISBN 978-4123902441

### 書籍
- 優木まおみがチャレンジ! 1日1分!肌をもむだけ プチ筋ダイエット（フォレスト出版、2009年6月） ISBN 978-4-89451-352-5
- マオミノカラダ （講談社、2011年4月22日） ISBN 978-4-06-216860-1
- MAOMI style （宝島社、2012年9月10日） ISBN 978-4-7966-9827-6
- MAOMI'S HAWAII WEDDING （宝島社、2013年8月7日） ISBN 978-4-8002-1225-2
- 35 MAOMI STYLE #2 （宝島社、2016年1月15日）  ISBN 978-4-8002-5004-9

### DVD
- 心フィルム（ネオプレックス、2005年2月23日）
- The 1st.（ローランズ・フィルム、2005年8月26日）
- Maomi size（ジーオーティー、2005年12月22日）
- Maomix（フォーサイド・ドット・コム、2006年7月25日）
- smart life（リバプール アイドルニッポン!!レーベル、2006年10月27日）
- DVD少年タケシ 創刊記念特別号（リバプール、2006年12月8日）
- 熱帯夜（ソニー・ミュージック ディストリビューション、2007年1月21日）
- 今の私にできること（リバプール アイドルニッポン!!レーベル、2007年4月25日）
- Groover（フォーサイド・ドット・コム、2007年7月27日）
- Mirage（フォーサイド・ドット・コム、2008年5月23日）
- 純潔キネマ（リバプール アイドルニッポン!!レーベル、2008年8月27日〈一般発売は2009年6月26日〉）
- 世界ウルルン滞在記 Vol.12 優木まおみ（東宝、2009年11月20日）
- 7doors（リバプール アイドルニッポン!!レーベル、2009年11月25日）
- これがそれだ!!（リバプール アイドルニッポン!!レーベル、2010年5月30日）

## 歌手活動

### Maxi
- 「WORDS OF US」（2003年1月15日）

1. WORDS OF US
2. 雲と夕日
3. かけがえのないものがたり

### ミニカバーアルバム
- 「Real My Heart」（2003年11月19日）

1. 夢をあきらめないで（岡村孝子）
2. シオン（沢田聖子）
3. 運命の人（スピッツ）
4. WORDS OF US（自身のデビュー曲）
5. 渡良瀬橋（森高千里）
6. 幸せになろう（沢田知可子）
7. WORDS OF US（Acoustic version）

### ミニアルバム
- 「Courageous」（2004年6月23日）

1. 赤いワゴン
2. THE SONG IS YOU
3. 紙ひこうき
4. Wish up on a star
5. なにができる

- 「心アルバム」（2004年12月27日）大江千里プロデュース

1. Every day
2. 冬モード
3. ハートブレイク
4. X'mas song for you
5. 心アルバム

### 配信限定
- 「たんぽぽ」（2020年9月1日）

### MindfulMine
2021年にオリジナルピラティスメソッドMUSIC MAOBICSのための音楽をクリエイトするユニット"MindfulMine"を結成、各配信ストアで配信されている。
- 「Let's MAOBICS」（2021年10月）

1. Wake up in the sea
2. Hold me
3. Let's Maobics

- 「PEACEFUL WORLD」（2022年6月）

1. たんぽぽ
2. Smile Sky
3. PEACEFUL WORLD

- 「All Sweet Memories」（2023年3月）

1. めちゃビクス
2. 感謝
3. All Sweet Memories

- 「生まれ変わる」（2023年12月）

1. Paradise days
2. Fesへ行こう！
3. 生まれ変わる